# McComb, Ohio
McComb là một làng thuộc quận Hancock, tiểu bang Ohio, Hoa Kỳ. Năm 2010, dân số của làng này là 1648 người.

## Dân số
- Dân số năm 2000: 1676 người.
- Dân số năm 2010: 1648 người.